# EPrix van Puebla
De ePrix van Puebla is een race uit het Formule E-kampioenschap. In 2021 maakte de race haar debuut op de kalender als de achtste race van het zevende seizoen. De race wordt gehouden op het Autódromo Miguel E. Abed.

## Geschiedenis
De ePrix van Puebla werd in 2021 gehouden als vervanger van de ePrix van Mexico-Stad. Het Autódromo Hermanos Rodríguez, waar deze race normaal gesproken gehouden wordt, werd gebruikt als tijdelijk ziekenhuis voor COVID-19-patiënten, waardoor er een vervanger gezocht moest worden. De eerste race werd oorspronkelijk gewonnen door Pascal Wehrlein, maar hij werd gediskwalificeerd voor een overtreding van het technisch reglement. Hierdoor werd Lucas di Grassi de winnaar van de eerste race. Edoardo Mortara won de tweede race.

## Resultaten
| Editie | Seizoen   | Circuit | Winnaar                                   | Tweede                              | Derde                                | Pole position                                    | Snelste ronde                       |
| ------ | --------- | ------- | ----------------------------------------- | ----------------------------------- | ------------------------------------ | ------------------------------------------------ | ----------------------------------- |
| 1      | 2020-2021 | Puebla  | Lucas di Grassi Audi Sport ABT Schaeffler | René Rast Audi Sport ABT Schaeffler | Edoardo Mortara ROKiT Venturi Racing | Pascal Wehrlein TAG Heuer Porsche Formula E Team | Oliver Rowland Nissan e.dams        |
| 1      | 2020-2021 | Puebla  | Edoardo Mortara ROKiT Venturi Racing      | Nick Cassidy Envision Virgin Racing | Oliver Rowland Nissan e.dams         | Oliver Rowland Nissan e.dams                     | René Rast Audi Sport ABT Schaeffler |